# Średnicówka mikrometryczna

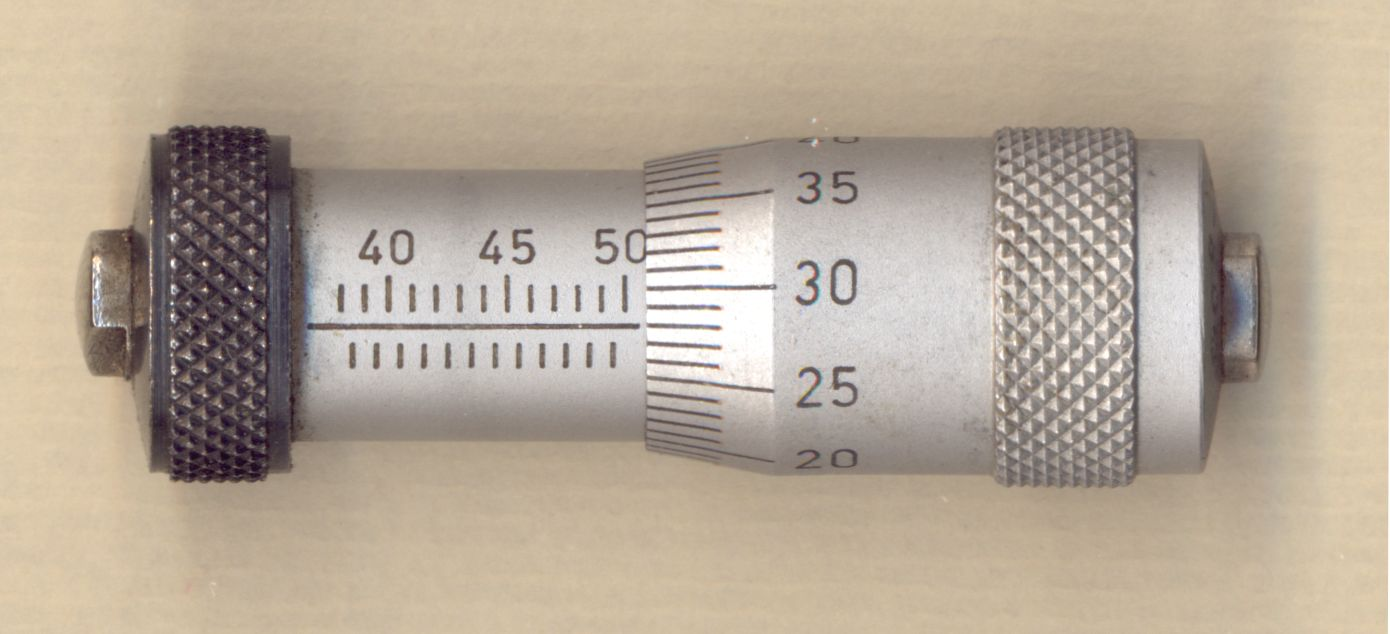
Średnicówka mikrometryczna o zakresie 38–50 mm

Średnicówka mikrometryczna z przedłużaczem

Średnicówka mikrometryczna – przyrząd mierniczy przeznaczony do mierzenia wymiarów wewnętrznych, przede wszystkim średnic otworów.
Rozróżnia się średnicówki mikrometryczne z przedłużaczami i bez przedłużaczy. Średnicówki mikrometryczne stanowią bardzo istotne uzupełnienie mikrometrów wewnętrznych w zakresie wymiarów większych niż 50 mm.

## Budowa
Średnicówka mikrometryczna zbudowana jest z tulei, wrzeciona ze śrubą mikrometryczną, bębna, końcówki stałej z trzpieniem pomiarowym i przedłużacza. Na tulei znajduje się kreska wzdłużna i podziałka o zakresie pomiarowym 13 mm. Na jednym końcu tulei znajduje się końcówka o powierzchni sferycznej, a na drugim nagwintowany wewnątrz otwór, w którym przesuwa się wrzeciono ze śrubą mikrometryczną o skoku 0,5 mm. Na wrzecionie zamocowany jest bęben z podziałką o zakresie pomiarowym 0,5 mm, co umożliwia odczyt z dokładnością do 0,1 mm.

## Zastosowanie
Zakres wskazań średnicówki mikrometrycznej wynosi zazwyczaj 25 mm, jednak dla średnic do 100 mm jest dwukrotnie mniejszy. Średnicówki mikrometryczne budowane są dla pomiaru średnic w zakresie od ok. 40 do 4000 mm. Pomiary dużych średnic umożliwiają zestawy przedłużaczy stopniowanych co 25 mm. Wartość działki elementarnej wynosi 0,01 mm. Błędy wskazania w zależności od zakresu pomiarowego wynoszą ±(8 ÷ 70) μm.